# Théorème tangente-sécante

Par le théorème de l'angle inscrit et de l'angle au sommet

En géométrie euclidienne, le théorème tangente-sécante décrit la relation entre les longueurs des segments de droite créés par une sécante et une tangente avec le cercle associé. Ce résultat se retrouve dans la proposition 36 du livre 3 des Éléments d'Euclide.
Étant donné une sécante g coupant un cercle aux points G1 et G2 et une droite t tangente au cercle au point T , telles que g et t se coupent au point P, on a alors l'égalité suivante :
{\displaystyle |PT|^{2}=|PG_{1}|\cdot |PG_{2}|}
Le théorème tangente-sécante peut être démontré en utilisant des triangles semblables (voir graphique).
Comme le théorème des cordes sécantes et le théorème des sécantes au cercle, le théorème tangente-sécante représente l'un des trois cas fondamentaux d'un théorème plus général concernant deux droites sécantes et un cercle, à savoir le théorème de la puissance du point. En effet, on a :
{\displaystyle |PT|^{2}=|PG_{1}|\cdot |PG_{2}|=\mathrm {P} (P)}
où P désigne la puissance du point P par rapport au cercle.